# Giacomo Panizza (atleta)
Giacomo Panizza (Lecco, 30 luglio 1989) è un ostacolista italiano, campione nazionale assoluto dei 400 metri ostacoli a Grosseto 2010.

## Biografia
Risiede a Mandello del Lario e la sua società civile è l'Atletico Lecco-Colombo Costruzioni in doppio tesseramento con le Fiamme Oro Padova come Gruppo Sportivo Militare. Atleticamente si è formato alla Polisportiva Mandello sotto la guida di Flavio Rumi che ancora ora oggi lo allena.
Al primo anno nella categoria allievi nel 2005 vince la sua prima medaglia ai campionati italiani giovanili con il bronzo sui 400 m hs; nel 2006 ottiene il primo titolo nazionale di categoria con l'oro sui 400 m allievi indoor, mentre diventa vicecampione allievi sui 400 m hs.
Sempre nel 2006 esordisce in una rassegna internazionale giovanile in occasione delle Gymnasiadi tenutesi in Grecia a Salonicco dove termina ottavo sui 400 m hs.
Ai campionati nazionali juniores del 2007 esce in batteria sui 400 m indoor ed invece vince la medaglia d'argento sui 400 m hs all'aperto.
Partecipa agli Europei juniores di Hengelo nei Paesi Bassi uscendo in batteria sia nella prova individuale sui 400 m hs che in staffetta con la 4x400 m; prende inoltre parte alla Coppa del Mediterraneo ovest juniores svoltasi in Italia a Firenze concludendo sesto nei 400 m hs.
Nel 2008 arriva terzo in semifinale ai Mondiali juniores in Polonia a Bydgoszcz il 10 luglio in 51"73 e non supera la batteria con la staffetta 4x400 m; sempre in ambito internazionale gareggia alla Coppa del Mediterraneo ovest juniores a Rabat in Marocco terminando primo sui 400 m hs e secondo con la 4x400 m.
In ambito italiano invece vince il titolo di campione nazionale juniores sui 400 m hs, ottiene la medaglia di bronzo sui 400 m agli juniores indoor e conclude sesto sui 400 m hs agli assoluti di Cagliari 2008.
Agli assoluti di Milano 2009 vince la sua prima medaglia agli assoluti con il bronzo nella staffetta 4x400 m, mentre sui 400 m hs arriva di nuovo in sesta posizione. Inoltre ai campionati italiani promesse finisce quarto sui 400 m hs.
In occasione degli assoluti di Grosseto 2010 vince il suo primo titolo italiano assoluto individuale sui 400 m hs ed in precedenza diventa vicecampione nazionale promesse nella stessa specialità.
Sempre il 2010 lo vede esordire con la maglia della Nazionale seniores in occasione degli Europei in Spagna a Barcellona, dove il 29 luglio 2010 si classifica settimo nella seconda semifinale col tempo di 51"46, mancando così l'accesso alla finale.
Nel 2011 gareggia all'Europeo per nazioni svoltosi in Svezia a Stoccolma dove termina settimo sui 400 m hs; ancora in ambito internazionale partecipa sia agli Europei under 23 di Ostrava in Repubblica Ceca (semifinale nei 400 m hs ed ottavo posto con la 4x400 m) che alle Universiadi di Shenzhen in Cina (semifinale sui 400 m hs).
In Italia si laurea vicecampione nazionale assoluto a Torino 2011 sui 400 m hs.
Ai campionati italiani assoluti di Bressanone 2012 si ritira dalla batteria dei 400 m hs; invece agli assoluti di Milano 2013 ottiene il suo primato personale di 50"22 sui 400 m hs con cui vince la medaglia d'argento che riconferma agli assoluti di Rovereto 2014.
Ai campionati italiani assoluti di Torino 2015 termina in settima posizione.

## Progressione

### 400 metri ostacoli
| Stagione | Tempo | Luogo             | Data      | Rank. Mond. |
| -------- | ----- | ----------------- | --------- | ----------- |
| 2015     | 51”27 | Torino            | 26-7-2015 |             |
| 2014     | 50”90 | Rovereto          | 20-7-2014 |             |
| 2013     | 50”22 | Milano            | 28-7-2013 |             |
| 2012     | 51”03 | Orvieto           | 3-6-2012  |             |
| 2011     | 50”60 | Stoccolma         | 28-7-2011 |             |
| 2010     | 50”34 | Grosseto          | 1-7-2010  |             |
| 2009     | 52”00 | Cinisello Balsamo | 19-7-2009 |             |
| 2008     | 51”60 | Saronno           | 18-5-2008 |             |
| 2007     | 52”34 | Busto Arsizio     | 8-7-2007  |             |
| 2006     | 53”95 | Fano              | 8-10-2006 |             |

## Palmarès
| Anno | Manifestazione    | Sede       | Evento   | Risultato  | Tempo   | Note  |
| ---- | ----------------- | ---------- | -------- | ---------- | ------- | ----- |
| 2006 | Gymnasiadi        | Salonicco  | 400 m hs | 8º         | 53"23   | [ 2 ] |
| 2007 | Europei juniores  | Hengelo    | 400 m hs | Batteria   | 53"29   | [ 3 ] |
| 2007 | Europei juniores  | Hengelo    | 4x400 m  | Batteria   | 3'14"05 | [ 3 ] |
| 2008 | Mondiali juniores | Bydgoszcz  | 400 m hs | Semifinale | 51"73   | [ 4 ] |
| 2008 | Mondiali juniores | Bydgoszcz  | 4x400 m  | Batteria   | 3'11"33 | [ 4 ] |
| 2010 | Europei           | Barcellona | 400 m hs | Semifinale | 51"46   | [ 5 ] |
| 2011 | Europei under 23  | Ostrava    | 400 m hs | Semifinale | 51"31   | [ 6 ] |
| 2011 | Europei under 23  | Ostrava    | 4x400 m  | 8º         | 3'09"07 | [ 6 ] |
| 2011 | Universiadi       | Shenzhen   | 400 m hs | Semifinale | 51"47   | [ 7 ] |

## Campionati nazionali
- 1 volta campione assoluto sui 400 m hs (2010)
- 1 volta campione juniores sui 400 m hs (2008)
- 1 volta campione allievi indoor nei 400 m (2006)

2005
- Bronzo ai Campionati italiani allievi e allieve, (Rieti), 400 m hs[1]

2006
- Oro ai Campionati italiani allievi-juniores-promesse indoor, (Ancona), 400 m - 51"10[8]
- Argento ai Campionati italiani allievi e allieve, (Fano), 400 m hs - 53"95[9]

2007
- In batteria ai Campionati italiani allievi-juniores-promesse indoor, (Genova), 400 m - 51"41[10]
- Argento ai Campionati italiani juniores e promesse, (Bressanone), 400 m hs - 53"11[11]

2008
- Bronzo ai Campionati italiani allievi-juniores-promesse indoor, (Ancona), 400 m - 50"16[12]
- Oro ai Campionati italiani juniores e promesse, (Torino), 400 m hs - 52"99[13]
- 6º ai Campionati italiani assoluti, (Cagliari), 400 m hs - 52"25[14]

2009
- 4º ai Campionati italiani juniores e promesse, (Rieti), 400 m hs - 53"46[15]
- 6º ai Campionati italiani assoluti, (Milano), 400 m hs - 52"40[16]
- Bronzo ai Campionati italiani assoluti, (Milano), 4x400 m - 3'16"34[17]

2010
- Argento ai Campionati italiani juniores e promesse, (Pescara), 400 m hs - 51"64[18]
- Oro ai Campionati italiani assoluti, (Grosseto), 400 m hs - 50"34[19]

2011
- Argento ai Campionati italiani assoluti, (Torino), 400 m hs - 50"85[20]

2012
- In batteria ai Campionati italiani assoluti, (Bressanone), 400 m hs - r[21]

2013
- Argento ai Campionati italiani assoluti, (Milano), 400 m hs - 50"22[22]

2014
- Argento ai Campionati italiani assoluti, (Rovereto), 400 m hs - 50"90[23]

2015
- 7º ai Campionati italiani assoluti, (Torino), 400 m hs - 51"27[24]

## Altre competizioni internazionali
2007
- 6º nella Coppa del Mediterraneo ovest juniores, ( Firenze), 400 m hs - 53"18[3]

2008
- Oro nella Coppa del Mediterraneo ovest juniores, ( Rabat), 400 m hs - 52"48[4]
- Argento nella Coppa del Mediterraneo ovest juniores, ( Rabat), 4x400 m - 3'13"08[4]

2011
- 7º all'Europeo per nazioni, ( Stoccolma), 400 m hs - 50"60[25]